# Rissla
Rissla je hard/symphonic rock-metalová kapela z Prahy hrající vlastní tvorbu.

## Historie
Kapela Rissla vznikla 10.10.2016, tedy dnem, kdy se rozpadl projekt, ve kterém původní členové (Ladislav Zahradník, David Adamec, Romana Kohoutová a Josef Spudil) do té doby působili. Protože do něj všichni vložili spoustu práce a času, rozhodli se společně dál pokračovat prostřednictvím Rissly.
V zimě 2017 byly ve studiu Martina Holly Hollandera nahrány sklatby Good Mood, Take Your way, She Wolf a Begin New History, které byly jako audio k dispozici na YT a sloužily jako “prezentační materiál” kapely. Na podzim r. 2017 byly nahrány zbývající skladby a celek byl vydán na CD r. 2018 jako eponymní album jako Green Album je prezentován na Spotify, Apple Music, iTunes, Google Play apod.,
Na podzim r. 2019 kapelu opoustil kytarista Ladislav Zahradník a v létě r. 2020 jej nahradil Dušan Faško (ex Last Minute, ex Dark Phoenix, Koloss, The Office Trio). Povinná covidová přestávka od koncertování je tak vyplněna zkouškami.
Na podzim r. 2021 se kapela účastní soutěže Líheň 2021, ve které se dostává do semifinále, ale další účast v soutěži odmítá kvůli aktuálním proticovidovým opatřením.

### Tvorba
Bezprostředně po svém vzniku kapela staví na své symphonic/gothic-metalové historii (především sklatby She Wolf, Take Your Way, Begin New History) kdy etalonem byla tvorba kapel Nigtwish a Within Tempation. Od vzniku samotné Rissly ale členové chtěli hrát jednoduše to co je baví. Vznikl tak žánrově různorodý set písní od Good mood s disco/ska prvky, přes swingově laděný Lollipop a zmíněné gothic/symfonické kusy po lehce progresivní My Rightful place a power v podobě Le Sorcier. Součástí prvního alba je i cover písně Sofia od interpreta Alvaro Soler.

#### Diskografie
- Green album (2018)

#### Videoklipy
- Take Your way
- Good Mood
- Clown
- Lollipop
- Le Sorcier (animovaný)